# تثقيف جنسي في أوغندا
التثقيف الجنسي عن عدم ممارسة الجنس في اوغندا 
أوغندا هي واحدة من القليل من البلدان الأفريقية الموجودة في جنوب الصحراء التي تبنت فكرة الإمنتاع عن ممارسة الجنس ك نهج للتثقيف الجنسي، التي تؤكد الإمتناع عن الجماع حتى الزواج ك خيارٍ وحيد.
التثقيف الجنسي عن عدم ممارسة الجنس لا يشمل المناهج المشتركة التي تغطي خيارات أخرى مثل الممارسات الجنسية الآمنة، وتنظيم الأسرة وتعتبر هي الطريقة الوحيدة لتجنب الحمل والعدوى المنقولة جنسيا.
من المفروض أن اوغندا هي حالة مثاليه لخفض معدل انتشار فيروس نقص المناعة البشري الايدز، وقد تكون ارقام الانتشار مشوه بسسب نقص العلاج مما يعني ان نسبة المصابين تقل بسبب الوفيات من المرض بطريقة غير متناسبه.
تم تنفيذ ودعم قضية التثقيف الجنسي لعدم ممارسة الجنس إلى حد كبير في اوغندا وكان هناك بعض الجدل،
شكك النقاد في فعاليتها في تقليل من انتشار فيروس نقص المناعة البشري الايدز كما سلطو الضوء التمييز وعدم المساواة بين الجنسين والعار الاجتماعي ك نتائج للبرنامج في اوغندا.

## اصل الفايروس
ظهر فايروس نقص المناعة البشرية الايدز في 1982 ل أول مرة ثم بدا بالتزايد، تم تقديم العديد من البرامج لتقليل الإصابة بالفيروس نقص المناعة البشري والتوعية بالمرض، وتم تطبيق التثقيف الجنسي القائم على عدم ممارسة الجنس فقط ك وسيلة لايقاف انتشار الفايروس بالإضافة إلى احداث تغير ايجابي في سلوك النفس بمرور الوقت.
عندما أصبح الوباء معروفا غمرت الاموال البلدان الافريقة بشكل عام واوغندا بشكل خاص. وتم تمويل التثقيف الجنسي القائم على عدم ممارسة الجنس في اوغندنا في اواخر التسعينات من قبل الولايات المتحدة والمنظمة الدينية المستقلة 

## الاعتبارات الاجتماعية والاقتصادية
في العديد من المواقف اختيار الإمنتاع يكون غير موجود لدى العديد من الفتيات الصغيرات وبعض الاولاد يعملون في تجارة الجنس ويبيعون اجسادهم من اجل البقاء وتكون هذه البيئات عالية الخطورة
 المشاركون لا يملكون خيار الإمتناع عن الدخول في علاقة احادية الزوج. تعرض التثقيف الجنسي عن عدم ممارسة الجنس في اوغندا إلى الانتقادات وذالك بسبب تجاهل المواطنين الذين يضطرون إلى العلاقات الجنسية وهم بتالي غير محميين ضد فيروس نقص المناعة البشري الايدز. وبسبب التثقيف الجنسي عن عدم ممارسة الجنس حتى الزواج ك خيار وحيد، العديد من العاملين في مجال الجنس لا يعرفون عن الواقي الذكري ولا يستخدمونه وهذا يخلق ارضاٍ خصبة لإنتشار فيروس نقص المناعة البشرية الإيدز..
ان التثقيف الجنسي عن عدم ممارسة الجنس هوه امر تميزي مروع، يعمل على التقليل من المنزلة الاجتماعية الاقتصادية للشعوب.
خارج المجال العمل في الجنس هناك شباب وشابات يتعرضون لضغط اجتماعي ومالي لا يمكن تجنبه من الطرف الأكبر الذين يكونون بمثابة اماهات السكر واباهات السكر.
يدخل الشباب والشابات في علاقات جنسية من اجل الحصول على عناصر، عمل أو فرص لن يتمكنو من الحصول عليها بطرق أخرى.
التتثقيف الجنسي عن عدم ممارسة الجنس في اوغندا يتجاهل وجود هذه العلاقات ولا يقدم أي برامج أو سياسة للحماية من الإصابة بفيروس نقص المناعة البشرية الايدز.